# 대한민국 민법 제402조
대한민국 민법 제402조는 동전에 대한 민법 채권법 조문이다.

## 조문
제402조(동전) 채권자지체 중에는 이자있는 채권이라도 채무자는 이자를 지급할 의무가 없다.

第402條(同前) 債權者遲滯 中에는 利子있는 債權이라도 債務者는 利子를 支給할 義務가 없다.

## 참고 문헌
- 오현수, 일본민법, 진원사, 2014. ISBN 978-89-6346-345-2
- 오세경, 대법전, 법전출판사, 2014 ISBN 978-89-262-1027-7
- 이준현, LOGOS 민법 조문판례집, 미래가치, 2015. ISBN 979-1-155-02086-9